# Glycitéine
La glycitéine est une isoflavone O-méthylée, de formule C16H12O5. Elle est notamment présente dans le soja et ses dérivés où elle représente 5 à 10 % du total (le reste étant essentiellement la génistéine et la daidzéine). Comme la plupart des autres isoflavones c'est un phytoestrogène, un composé non stéroïdal réagissant avec les récepteurs d'œstrogène, mais qui a une activité œstrogénique plus faible que les autres isoflavones du soja.